# Дзёкё
Дзёкё или Тэйкё (яп. 貞享 дзё:кё:, принятие праведности) — девиз правления (нэнго) японских императоров Рэйгэна и Хигасиямы, использовавшийся с 1684 по 1688 год. Девиз правления был объявлен в знак начала нового шестидесятилетнего цикла китайского календаря.

## Продолжительность
Начало и конец эры:
- 21-й день 2-й луны 4-го года Тэнна (по григорианскому календарю — 5 апреля 1684);
- 30-й день 9-й луны 5-го года Дзёкё (по григорианскому календарю — 23 октября 1688).

## Происхождение
Название нэнго было заимствовано из классического древнекитайского сочинения Книга Перемен:「永貞吉、王用享于帝吉」.

## События
- 1684 год (1-й год Дзёкё) — огонь уничтожил Императорский дворец в Киото. Реконструкция заняла год[7];
- 26 марта 1685 года (22-й день 2-й луны 2-го года Дзёкё) — скончался бывший император Го-Сай. В ночном небе была замечена крупная комета[8];
- 1685 год (2-й год Дзёкё) — издан «Указ о защите всего живого» (Сёруй аварэми но рэй), который запрещал убивать и калечить собак. Бездетный сёгун Цунаёси полагал, что стоит полюбить всё живое, и природа подарит ему детей. В следующие 24 года Цунаёси издал более ста распоряжений на этот счёт[9];
- 1686 год (3-й год Дзёкё) — сёгунат установил единые сроки начала продаж для 21 сезонного деликатеса (хацумоно)[10];
- 13 апреля 1686 года (21-й день 3-й луны 3-го года Дзёкё) — император Рэйгэн отрёкся от престола в пользу своего сына, будущего императора Хигасияма[8]. После отречения Рэйгэн поселился в усадьбе Сэнтогосё («Дворец бывшего императора»)[7];
- 1686 год (3-й год Дзёкё) — крестьянское Восстание годов Дзёкё (яп. 貞享騒動 дзё:кё: со:до:);
- 20 декабря 1687 года (16-й день 11-й луны 4-го года Дзёкё) — была возрождена церемония Великого вкушения (дайдзё: сай) — первого вкушения риса императором во время интронизации, преданная забвению императором Го-Касивабара[11][12];
- 1688 год (5-й год Дзёкё) — Ихара Сайкаку написал сборник новелл «Вечные кладовые Японии» (Ниппон эйтайгура)[10].

## Сравнительная таблица
Ниже представлена таблица соответствия японского традиционного и европейского летосчисления. В скобках к номеру года японской эры указано название соответствующего года из 60-летнего цикла китайской системы гань-чжи. Японские месяцы традиционно названы лунами.
| 1-й год Дзёкё (Деревянная Крыса) | 1-я луна*       | 2-я луна   | 3-я луна  | 4-я луна*               | 5-я луна  | 6-я луна* | 7-я луна   | 8-я луна*   | 9-я луна*   | 10-я луна  | 11-я луна* | 12-я луна     |                |
| -------------------------------- | --------------- | ---------- | --------- | ----------------------- | --------- | --------- | ---------- | ----------- | ----------- | ---------- | ---------- | ------------- | -------------- |
| Григорианский календарь          | 16 февраля 1684 | 16 марта   | 15 апреля | 15 мая                  | 13 июня   | 13 июля   | 11 августа | 10 сентября | 9 октября   | 7 ноября   | 7 декабря  | 5 января 1685 |                |
| Юлианский календарь              | 6 февраля 1684  | 6 марта    | 5 апреля  | 5 мая                   | 3 июня    | 3 июля    | 1 августа  | 31 августа  | 29 сентября | 28 октября | 27 ноября  | 26 декабря    |                |
| 2-й год Дзёкё (Деревянный Бык)   | 1-я луна*       | 2-я луна   | 3-я луна* | 4-я луна                | 5-я луна  | 6-я луна* | 7-я луна   | 8-я луна*   | 9-я луна    | 10-я луна* | 11-я луна  | 12-я луна*    |                |
| Григорианский календарь          | 4 февраля 1685  | 5 марта    | 4 апреля  | 3 мая                   | 2 июня    | 2 июля    | 31 июля    | 30 августа  | 28 сентября | 28 октября | 26 ноября  | 26 декабря    |                |
| Юлианский календарь              | 25 января 1685  | 23 февраля | 25 марта  | 23 апреля               | 23 мая    | 22 июня   | 21 июля    | 20 августа  | 18 сентября | 18 октября | 16 ноября  | 16 декабря    |                |
| 3-й год Дзёкё (Огненный Тигр)    | 1-я луна        | 2-я луна*  | 3-я луна  | 3-я луна (високосная) * | 4-я луна  | 5-я луна* | 6-я луна   | 7-я луна    | 8-я луна*   | 9-я луна   | 10-я луна* | 11-я луна     | 12-я луна*     |
| Григорианский календарь          | 24 января 1686  | 23 февраля | 24 марта  | 23 апреля               | 22 мая    | 21 июня   | 20 июля    | 19 августа  | 18 сентября | 17 октября | 16 ноября  | 15 декабря    | 14 января 1687 |
| Юлианский календарь              | 14 января 1686  | 13 февраля | 14 марта  | 13 апреля               | 12 мая    | 11 июня   | 10 июля    | 9 августа   | 8 сентября  | 7 октября  | 6 ноября   | 5 декабря     | 4 января 1687  |
| 4-й год Дзёкё (Огненный Кролик)  | 1-я луна        | 2-я луна*  | 3-я луна* | 4-я луна                | 5-я луна* | 6-я луна  | 7-я луна   | 8-я луна*   | 9-я луна    | 10-я луна  | 11-я луна* | 12-я луна     |                |
| Григорианский календарь          | 12 февраля 1687 | 14 марта   | 12 апреля | 11 мая                  | 10 июня   | 9 июля    | 8 августа  | 7 сентября  | 6 октября   | 5 ноября   | 5 декабря  | 3 января 1688 |                |
| Юлианский календарь              | 2 февраля 1687  | 4 марта    | 2 апреля  | 1 мая                   | 31 мая    | 29 июня   | 29 июля    | 28 августа  | 26 сентября | 26 октября | 25 ноября  | 24 декабря    |                |
| 5-й год Дзёкё (Земляной Дракон)  | 1-я луна*       | 2-я луна   | 3-я луна* | 4-я луна*               | 5-я луна  | 6-я луна* | 7-я луна   | 8-я луна*   | 9-я луна    | 10-я луна  | 11-я луна  | 12-я луна*    |                |
| Григорианский календарь          | 2 февраля 1688  | 2 марта    | 1 апреля  | 30 апреля               | 29 мая    | 28 июня   | 27 июля    | 26 августа  | 24 сентября | 24 октября | 23 ноября  | 23 декабря    |                |
| Юлианский календарь              | 23 января 1688  | 21 февраля | 22 марта  | 20 апреля               | 19 мая    | 18 июня   | 17 июля    | 16 августа  | 14 сентября | 14 октября | 13 ноября  | 13 декабря    |                |

* звёздочкой отмечены короткие месяцы (луны) продолжительностью 29 дней. Остальные месяцы длятся 30 дней.